# Formule di Newton-Cotes
In analisi numerica, le formule di Newton-Cotes sono un gruppo di formule adoperate nell'integrazione numerica (detta anche quadratura) che si basano sulla valutazione dell'integrando in n+1 punti equidistanti. Le formule sono chiamate così in onore di Isaac Newton e Roger Cotes.
Le formule di Newton-Cotes possono essere utili se il valore dell'integrando nei punti equidistanti è noto. Se è possibile modificare i punti dove è valutato l'integrando, allora è preferibile usare altri metodi come la quadratura di Gauss.

## Descrizione
Si assume che il valore di una funzione f è noto nei punti equidistanti xi, per i = 0, …, n. Esistono due tipi di formule di Newton-Cotes: la forma "chiusa", che valuta il valore della funzione in tutti i punti, e la forma "aperta", che non considera i valori della funzione nei suoi estremi. La formula di Newton-Cotes chiusa di grado n è definita come:
{\displaystyle \int _{a}^{b}f(x)\,dx\approx \sum _{i=0}^{n}w_{i}\,f(x_{i})}
dove xi = h i + x0,
con h (chiamato passo) uguale a (xn − x0)/n. Le wi sono chiamate pesi.
Come si può notare nella seguente derivazione, i pesi provengono dai polinomi di Lagrange. Ciò significa che dipendono solo dalle xi e non dalla funzione f. Sia L(x) il polinomio di Lagrange di interpolazione per i punti noti (x0, f(x0) ), …, (xn, f(xn) ); allora:
{\displaystyle \int _{a}^{b}f(x)\,dx\approx \int _{a}^{b}L(x)\,dx=\int _{a}^{b}\sum _{i=0}^{n}f(x_{i})\,l_{i}(x)\,dx=\sum _{i=0}^{n}f(x_{i})\underbrace {\int _{a}^{b}l_{i}(x)\,dx} _{w_{i}}.}
La formula di Newton-Cotes aperta di grado n è definita invece come:
{\displaystyle \int _{a}^{b}f(x)\,dx\approx \sum _{i=1}^{n-1}w_{i}\,f(x_{i})}
I pesi si ricavano in maniera simile alla formula chiusa.

## Instabilità per gradi molto grandi
Le formule di Newton-Cotes si possono ricavare per qualsiasi grado n. Tuttavia, per n molto grandi, la formula può risentire del fenomeno di Runge, dove l'errore cresce in maniera esponenziale se n è elevato. In tal caso si adottano solitamente metodi molto stabili, come ad esempio la quadratura di Gauss con punti di integrazione non equidistanti. Se poi non possono essere usati neanche questi, perché l'integrando è definito solo su punti equidistanti, allora il fenomeno di Runge può essere evitato usando una formula composta, come descritto in seguito.

## Formule di Newton-Cotes chiuse
Nella tabella sono elencate alcune formule di Newton-Cotes di tipo chiuso.
Nota bene: la notazione {\displaystyle f_{i}} è un'abbreviazione di {\displaystyle f(x_{i})} e {\displaystyle h=(b-a)/n}.
| Grado | Nome comune                                   | Formula                                                                 | Termine d'errore                                      |
| ----- | --------------------------------------------- | ----------------------------------------------------------------------- | ----------------------------------------------------- |
| 1     | Regola del trapezio                           | {\displaystyle {\frac {h}{2}}(f_{0}+f_{1})}                             | {\displaystyle -{\frac {h^{3}}{12}}\,f^{(2)}(\xi )}   |
| 2     | Regola di Cavalieri-Simpson                   | {\displaystyle {\frac {h}{3}}(f_{0}+4f_{1}+f_{2})}                      | {\displaystyle -{\frac {h^{5}}{90}}\,f^{(4)}(\xi )}   |
| 3     | Regola di Cavalieri-Simpson (con fattore 3/8) | {\displaystyle {\frac {3h}{8}}(f_{0}+3f_{1}+3f_{2}+f_{3})}              | {\displaystyle -{\frac {3h^{5}}{80}}\,f^{(4)}(\xi )}  |
| 4     | Regola di Boole                               | {\displaystyle {\frac {2h}{45}}(7f_{0}+32f_{1}+12f_{2}+32f_{3}+7f_{4})} | {\displaystyle -{\frac {8h^{7}}{945}}\,f^{(6)}(\xi )} |

L'esponente del passo h nel termine d'errore mostra il tasso di decremento dell'errore di approssimazione. La derivata di f nel termine d'errore mostra quali polinomi possono essere integrati esattamente (cioè con errore uguale a zero).

## Formule di Newton-Cotes aperte
Nella tabella sono elencate alcune formule di Newton-Cotes di tipo aperto.
| Grado | Nome comune           | Formula                                                       | Termine d'errore                                    |
| ----- | --------------------- | ------------------------------------------------------------- | --------------------------------------------------- |
| 0     | Regola del rettangolo | {\displaystyle 2hf_{1}}                                       | {\displaystyle {\frac {h^{3}}{24}}\,f^{(2)}(\xi )}  |
| 1     | Nessun nome           | {\displaystyle {\frac {3h}{2}}(f_{1}+f_{2})}                  | {\displaystyle {\frac {3h^{3}}{4}}\,f^{(2)}(\xi )}  |
| 2     | Regola di Masina      | {\displaystyle {\frac {4h}{3}}(2f_{1}-f_{2}+2f_{3})}          | {\displaystyle {\frac {28h^{5}}{90}}f^{(4)}(\xi )}  |
| 3     | Nessun nome           | {\displaystyle {\frac {5h}{24}}(11f_{1}+f_{2}+f_{3}+11f_{4})} | {\displaystyle {\frac {95h^{5}}{144}}f^{(4)}(\xi )} |

## Formule composte
Per ottenere una certa accuratezza dalle formule di Newton-Cotes, il passo h deve essere piccolo; ciò significa che l'intervallo di integrazione {\displaystyle [a,b]} dovrà essere anch'esso piccolo, il che non è sempre vero. Per questo motivo, di solito si sceglie di calcolare l'integrale dividendo l'intervallo {\displaystyle [a,b]} in tanti piccoli sottointervalli, ai quali si applica di volta in volta le formule di Newton-Cotes, e sommando poi i risultati. Questo procedimento è chiamato formula composta.
Si ipotizza di dividere l'intervallo {\displaystyle [a,b]} in {\displaystyle N} sottointervalli equidistanti mediante i punti {\displaystyle a=z_{0}<z_{1}<...<z_{N}=b}, {\displaystyle h_{n}={\frac {(b-a)}{N}}}.
| Grado | Nome comune                                   | Formula | Termine d'errore                                                                 |
| ----- | --------------------------------------------- | --- | -------------------------------------------------------------------------------- |
| 1     | Regola del trapezio                           | {\displaystyle {\frac {h_{n}}{2}}\sum _{k=0}^{N-1}(f(z_{k})+f(z_{k+1}))} | {\displaystyle -{\frac {h^{3}}{12N^{3}}}\sum _{k=0}^{N-1}f^{(2)}(\xi _{k})}      |
| 2     | Regola di Cavalieri-Simpson                   | {\displaystyle {\frac {h_{n}}{3}}\sum _{k=0}^{N-1}(f(z_{k})+4f({\frac {z_{k}+z_{k+1}}{2}})+f(z_{k+1}))}                                                                            | {\displaystyle -{\frac {h_{n}^{4}(b-a)}{180}}\sum _{k=0}^{N-1}f^{(4)}(\xi _{k})} |
| 3     | Regola di Cavalieri-Simpson (con fattore 3/8) | {\displaystyle {\frac {3h_{n}}{8}}\sum _{k=0}^{N-1}(f(z_{k})+3f(z_{k}+{\frac {1}{3}}(z_{k+1}-z_{k}))+3f(z_{k}+{\frac {2}{3}}(z_{k+1}-z_{k}))+f(z_{k+1}))}                          | {\displaystyle -{\frac {3h^{5}}{80N^{5}}}\sum _{k=0}^{N-1}f^{(4)}(\xi _{k})}     |
| 4     | Regola di Boole                               | {\displaystyle {\frac {2h_{n}}{45}}\sum _{k=0}^{N-1}(7f(z_{k})+32f({\frac {z_{k}+z_{k+1}}{4}})+12f({\frac {2(z_{k}+z_{k+1})}{4}})+32f({\frac {3(z_{k}+z_{k+1})}{4}})+7f(z_{k+1}))} | {\displaystyle -{\frac {8h^{7}}{945N^{7}}}\sum _{k=0}^{N-1}f^{(6)}(\xi _{k})}    |